# Laura Basuki

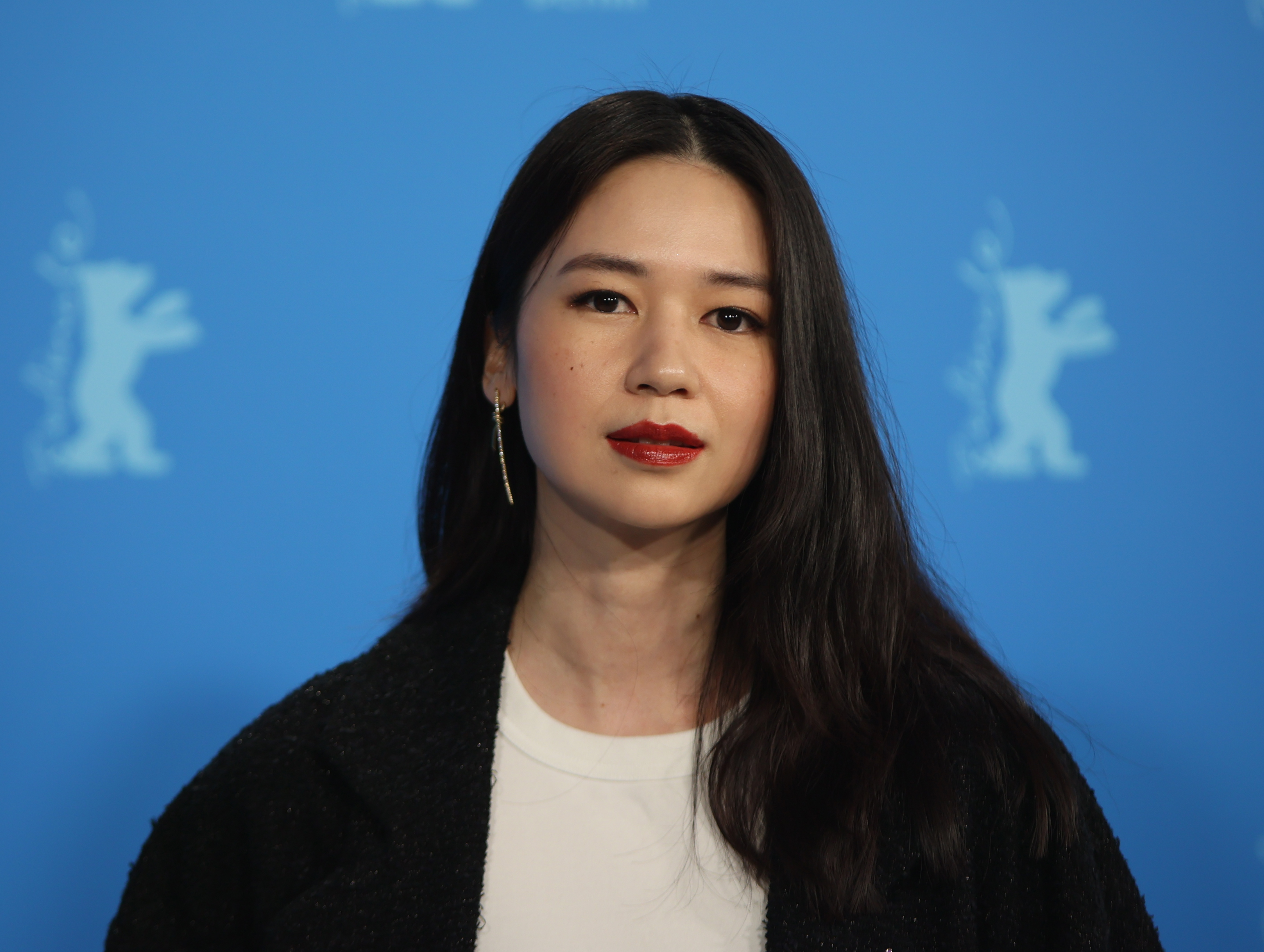
Laura Basuki auf der Berlinale 2022

Laura Basuki (* 9. Januar 1988 in Berlin) ist eine indonesische Filmschauspielerin.

## Leben und Berufsweg
Laura Basuki ist Tochter einer vietnamesischen Mutter und eines indonesisch-chinesischen Vaters. In ihrer Jugend wollte sie Ärztin werden, entschied sich jedoch für ein Studium der Wirtschaftswissenschaften an der Katholischen Universität Atma Jaya in Jakarta. Nebenbei arbeitete sie als Model.  
2008 übernahm sie erstmals eine Filmrolle. 
Laura Basuki ist verheiratet und Mutter eines Sohnes. 

## Auszeichnungen
Beim Indonesischen Filmfestival 2010 wurde sie für ihre Rolle im Film Three hearts, two worlds, one love als katholische Frau, die einen muslimischen Mann liebt, mit dem Citra Award als Beste Schauspielerin geehrt. 2020 wurde sie für ihre Rolle der Badminton-Legende Susi Susanti erneut als Beste Schauspielerin mit dem Citra Award ausgezeichnet.
Für ihre Rolle als Ino wurde Laura Basuki anlässlich der Internationalen Filmfestspiele Berlin 2022 mit einem Silbernen Bären für die Beste Darstellung in einer Nebenrolle ausgezeichnet.

## Filmografie
- 2008: Because of Soccer
- 2010: Three hearts, two worlds, one love
- 2012: The Twitter Republic
- 2013: Madre
- 2014: Hajj Backpacker
- 2018: Brata
- 2018: Terbang Menembus Langit
- 2018: The Returning
- 2019: Susi Susanti: Love all
- 2019: The Exocet
- 2020: In the Middle of Love
- 2020: Sementara, Selamanya
- 2022: Before, Now & Then (Nana)
- 2022: Best Trip ever
- 2023: 24 Stunden mit Gaspar